# 1939 في فرنسا
فيما يلي قوائم الأحداث التي وقعت خلال عام 1939 في فرنسا.

## سياسة

### تعيين في المنصب
- 11 مايو – جورج بونيت وزير الشؤون الخارجية  [لغات أخرى]‏،وزير العدل.

### انتهاء فترة المنصب
- 9 يناير – موريس فيوليت عضو مجلس الشيوخ في الجمهورية الفرنسية الثالثة.
- 11 مايو – جورج بونيت وزير الشؤون الخارجية  [لغات أخرى]‏،وزير الشؤون الخارجية  [لغات أخرى]‏.

## رياضة
- 1 يناير – سباق طواف فرنسا 1939 الفائزون سيلفير مايس، René Vietto [الإنجليزية]‏، Lucien Vlaemynck [الإنجليزية]‏.
- 9 أبريل – سباق باريس روبيه 1939 الفائزون مارسيل كينت، روجيه لابيبي، إميل ماسون الابن.
- 9 أبريل – سباق باريس روبيه 1939 الفائزون مارسيل كينت، روجيه لابيبي، إميل ماسون الابن.

## أفلام
من الأفلام التي صدرت هذه السنة في فرنسا:
- 7 يوليو – قواعد اللعبة من إخراج جان رينوار.

## مواليد

### يناير
- 1 يناير – موريس بلوخ
- 4 يناير – جوزيف بونيل لاعب كرة قدم فرنسي.

### فبراير
- 5 فبراير – ميغيل بوير سياسي إسباني.
- 20 فبراير – أندريه زيمرمان دراج فرنسي.

### مارس
- 3 مارس – اريان منوشكين
- 7 مارس – دانيال غيرار مغني فرنسي.
- 9 سبتمبر – مارسيل لوبورني
- 17 مارس – باول سافاج لاعب كرة قدم فرنسي.
- 18 مارس – جيرار هاوسيه لاعب كرة قدم فرنسي.
- 23 مارس – جين- كلود شيرمان
- 30 مارس – روبرت هيربان لاعب كرة قدم فرنسي.

### مايو
- 1 مايو – روزي أرمين مغنية فرنسية.
- 23 مايو – ميشال كولومبيي ملحن فرنسي.
- 25 مايو – فرانسيس مير سياسي فرنسي.

### يونيو
- 24 يونيو – بريجيت فونتين

### يوليو
- 19 يوليو – إيف ماير رياضياتي فرنسي.
- 22 يوليو – وردة الجزائرية مغنية جزائرية.

### سبتمبر
- 9 سبتمبر – مارسيل لوبورني
- 24 سبتمبر – جاك فاليه
- 30 سبتمبر – جان ماري لين كيميائي فرنسي.

### أكتوبر
- 8 أكتوبر – جان كلود غودان سياسي فرنسي.
- 21 أكتوبر – جان ماري مولر فيلسوف فرنسي.
- 27 أكتوبر – جان دجوركاييف لاعب كرة قدم فرنسي.

### نوفمبر
- 1 نوفمبر – برنار كوشنار دبلوماسي فرنسي.
- 14 نوفمبر – كينيزي مراد
- 21 نوفمبر – جينوت سزوارك

## وفيات

### يناير
- 26 يناير – لويس فابري (مواليد 1862) عالم فلك فرنسي.

### مارس
- 13 مارس – لوسيان ليفي-بريل (مواليد 1857) فيلسوف فرنسي.

### أبريل
- 19 أبريل – كليمنتين ديليت (مواليد 1865)
- 24 أبريل – لويس تروسيلير (مواليد 1881) درّاج طريق فرنسي.

### مايو
- 18 مايو – آلبرتو بالاسيو (مواليد 1856)